# Prionacalus
Prionacalus is een kevergeslacht uit de familie van de boktorren (Cerambycidae). De wetenschappelijke naam van het geslacht werd voor het eerst geldig gepubliceerd in 1845 door White.

## Soorten
Prionacalus omvat de volgende soorten:
- Prionacalus atys White, 1850
- Prionacalus cacicus (White, 1845)
- Prionacalus demelti Quentin & Villiers, 1983
- Prionacalus iphis White, 1850
- Prionacalus uniformis Waterhouse, 1900
- Prionacalus whymperi Bates, 1891
- Prionacalus woytkowskii (Heyrovský, 1960)